# Idioma jázaro
El jázaro era un grupo de dialectos túrquicos hablado por los jázaros, un pueblo seminómada originario de Asia Central. Hay pocos registros escritos del idioma, por lo que se desconocen muchas de sus características. Se cree que se extinguió gradualmente hacia el siglo XIII d. C. a medida que sus hablantes se asimilaron a las poblaciones vecinas de habla turca.
Existe una disputa entre los lingüistas e historiadores sobre a qué rama de la familia de lenguas túrquicas pertenece. Parte de los académicos creen que pertenece a la rama ogur ("lir") de la familia de lenguas túrquicas, mientras que según otros no pertenecería sino a la rama del  túrquico común.

## Clasificación

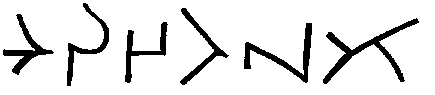
En la Carta de Kiev (siglo X) aparece la frase en orjón OKHQURÜM "Lo leo".

Hay muchos problemas con la clasificación exacta del idioma jázaro. Uno de los problemas básicos es la naturaleza vaga del nombre jázaro en sí mismo. Aún no se ha determinado si se refiere a una tribu túrquica específica o si tiene un origen político y geográfico que no es etnolingüístico. El reino jázaro era un estado políglota (multilingüe) y poliétnico (multicultural), con lenguas iranias, fínicias, ugrias, eslavas y norcaucásicas. Según datos antropológicos, fue gobernado por tribus mongoloides del Asia interior (con algunos elementos somáticos europoides) que acompañaron a la dinastía. Las tribus probablemente hablaban varias lenguas túrquicas. Los eruditos consideraron posible que el término jázaro denotara uno o incluso varios idiomas; sin embargo, las fuentes no pueden determinar el alcance de su uso.
Las crónicas de la época no están claras sobre la afiliación lingüística del jázaro. En el siglo X Al-Istajri apuntó dos notas contradictorias: "el idioma de los jázaros es diferente del idioma de los túrquicos y los persas, ni la lengua de (ningún) grupo de la humanidad tiene nada en común con él, y el idioma de los bulgar (protobúlgaros) es como el idioma de los jázaros, pero los burtas tienen otro idioma ". Al-Istajri mencionó que la población de Darband (Derbent) hablaba jázaro junto con otros idiomas de las montañas. Al-Masudi enumeró a los jázaros entre los túrquicos  y señaló que se les llama sabir en turco y xazar en persa. Al-Biruni, mientras discutía sobre los búlgaros del Volga y los sawars (sabires), señaló que su idioma era una "mezcla de turco y jázaro". Al-Muqaddasi describió el idioma jázaro como "muy incomprensible". Ibn Hawqal escribió que "el idioma búlgaro se parece al de los jázaros".
En comparación con la uniformidad del turco común, que Al-Istakhri mencionó "en cuanto a los turcos, todos ellos, Toquz Oghuz, Qirgiz, Kimek, Oguz, Qarluq, su idioma es uno. Se entienden entre sí". Incluso si el jázaro pertenecía o era similar a las lenguas oghuro-bulgáricas, era claramente diferente.
Los datos lingüísticos existentes consisten en títulos jázaros (Beg, Bolušči, Ishad, Il-teber / El-teber, Qağan, Kündü Qağan, Jâwšîġr, Tarxan, Tudun, Yabgu, Yilig / Yelig), antropónimos (Itaq) y topónimos ( Sarkel / Šarkil, Sarığšın / Sarığčın), en su mayoría de origen túrquico. Las interpretaciones no indican si se trata de túrquico común u ogúrico.